# Woody Guthrie
Woodrow Wilson Guthrie (Okemah, Oklahoma, 14 de julio de 1912-Ciudad de Nueva York, 3 de octubre de 1967), conocido como Woody Guthrie, fue un músico y cantautor folk estadounidense. Prolífico e influyente, fue conocido por su identificación con la gente común, los pobres y los oprimidos, así como por su lucha contra el fascismo y toda explotación humana. Es universalmente conocido por su canción «This Land Is Your Land».
Su música influenció a artistas como Keith Richards, Bob Dylan, Ry Cooder, Phil Ochs, Bruce Springsteen, Robert Hunter, Harry Chapin, Tom Morello, John Mellencamp, Pete Seeger, Joe Strummer, Billy Bragg, Jerry Garcia, Jay Farrar, Jeff Tweedy y Sixto Rodríguez. Es el padre del también músico Arlo Guthrie.

## Vida y carrera
Woody Guthrie nació en Okemah (Oklahoma) el 14 de julio de 1912. Sus padres le nombraron por el presidente Woodrow Wilson, elegido ese mismo año. 
A los 19 años, dejó su hogar para instalarse en Texas, donde conoció y se casó con Mary Jennigs, con la que tendría tres hijos, Gwen, Sue y Bill. Por entonces hizo su primer intento -que no prosperó- de dedicarse a la música, formando junto con Matt Jennings y Cluster Baker The Corn Cob Trio. Se vio obligado, a causa de una sequía extrema conocida como Dust Bowl, a abandonar a su familia en Texas y marchar a California, junto con numerosos granjeros y desempleados del Medio Oeste, genéricamente conocidos como "okies" (de Oklahoma), aunque procedían también de otros estados, como Kansas, Tennessee, Georgia y el mismo Texas. Hambriento y sin dinero, viajó hasta California, siendo testigo de la terrible pobreza de sus compatriotas. La huella de estos viajes se encuentra en muchas de sus canciones, como "I Ain't Got No Home", "Goin' Down the Road Feelin' Bad", "Talking Dust Bowl Blues", "Tom Joad" o "Hard Travelin'". En 1937 se hizo famoso en Los Ángeles, junto con Maxine "Lefty Lou" Crissman, tocando en la radio música hillbilly y folk. Trabajando para la emisora KFVD, propiedad de un dirigente del ala izquierda del Partido Demócrata, Guthrie empezó a componer e interpretar canciones-protesta. Durante esos años (1939-1949) escribió a diario una columna de opinión para el periódico del Partido Comunista People’s Daily World, acerca de la problemática de los inmigrantes del Medio Oeste en California. Militó también durante algunos años en el sindicato Industrial Workers of the World.
En 1939 se trasladó a Nueva York, donde se integró en el ambiente político izquierdista. Por entonces hizo sus primeras grabaciones de importancia: varias horas de conversación y canciones, que fueron grabadas por el folclorista Alan Lomax para la Biblioteca del Congreso, y un álbum, Dust Bowl Ballads, para la compañía RCA Victor, en Camden, Nueva Jersey. Empezó a escribir una narración semiautobigráfica sobre sus experiencias en los años del Dust Bowl, Bound for Glory, que se publicaría en 1943. 
En 1940, Guthrie escribió la más famosa de sus composiciones, la canción "This Land Is Your Land", inspirada en sus experiencias viajando por todos los Estados Unidos, y elaborada como una respuesta a la canción "God Bless America", de Irving Berlin, que Guthrie consideraba demasiado complaciente y poco realista (estaba harto de escuchársela cantar en la radio a Kate Smith). La melodía está basada en la de una canción góspel, "When the World's on Fire", que The Carter Family popularizó hacia 1930. En los últimos versos de la canción, Guthrie protestaba contra las desigualdades sociales:
In the squares of the city, In the shadow of a steeple;
By the relief office, I'd seen my people.
As they stood there hungry, I stood there asking,
Is this land made for you and me.
As I went walking, I saw a sign there;
And on the sign there, It said "no trespassing." [En otra versión de la canción, "Private Property"]
But on the other side: it didn't say nothing!
That side was made for you and me.
Estos versos fueron omitidos en posteriores grabaciones de la canción, incluso por el propio Guthrie. 
En mayo de 1941, Guthrie recibió el encargo del departamento de interior de escribir canciones acerca del río Columbia y la construcción de las presas federales. Son conocidas sus canciones "Roll On, Columbia" y "Grand Coulee Dam". Por esa misma época, conoció a Pete Seeger y se unió al grupo Almanac Singers, con el que realizó giras por todo el territorio de Estados Unidos. Luego, se trasladó a vivir a la cooperativa Almanac House, en Greenwich Village, un barrio de la ciudad de Nueva York. 
Aunque anteriormente habían cantado canciones pacifistas, Guthrie y los Almanac Singers, en sintonía con la causa comunista (aunque Guhrie no llegó nunca a ingresar en el partido), adoptaron un beligerante antifascismo. Es famosa la frase que Guthrie escribió en su guitarra: "This Machine Kills Fascists" ("Esta máquina mata fascistas"). El músico se enroló en la marina, en la que sirvió junto al también cantante folk Cisco Houston, y después en el ejército. En 1944 conoció a Moses "Moe" Asch, de Folkways Records, para quien grabó por vez primera "This Land Is Your Land", y muchos otros temas en los años siguientes. 
En 1942 conoció a Marjorie Mazia, con la que contrajo matrimonio en 1945, mientras se encontraba de permiso del ejército. Se instalaron en una casa en Mermaid Avenue, en Coney Island (Nueva York), y tuvieron cuatro hijos —incluyendo a Cathy, que murió a los cuatro años en un incendio, lo que causó a Woody una fuerte depresión. Su hijo Arlo sería también un famoso cantautor. En esta época, Woody escribió Songs to Grow on for Mother and Child, una colección de canciones infantiles, en la que se incluye el tema "Goodnight Little Arlo (Goodnight Little Darlin')", escrito cuando Arlo tenía sólo nueve años. 
Por esta época, Guthrie escribió algunas canciones emblemáticas. El accidente de un avión que en 1948 se estrelló transportando a 28 campesinos mexicanos que iban a ser deportados, le inspiró el poema "Deportee (Plane Wreck At Los Gatos)". Una década más tarde, Martin Hoffmann le puso música a la letra de Guthrie; entre los más conocidos intérpretes de esta canción se cuentan Pete Seeger, Bob Dylan, The Byrds, Dolly Parton y  Arlo Guthrie. Otra canción de esta época, "Pastures of Plenty", se hace también eco de los sufrimientos de los trabajadores inmigrantes. 
A finales de la década de 1940, la salud de Guthrie empeoró. Mostraba una conducta errática. Abandonó a su familia y viajó a California con Ramblin' Jack Elliott. Allí contrajo un tercer matrimonio y tuvo otro hijo, antes de regresar finalmente a Nueva York. Se le diagnosticó inicialmente alcoholismo y esquizofrenia, pero se terminó descubriendo que padecía la Enfermedad de Huntington, que había causado la muerte de su madre. Estuvo ingresado en el Greystone Park Psychiatric Hospital de 1956 a 1961, y, posteriormente, en la   Creedmoor Mental Institution en Queens, Nueva York, donde falleció el 3 de octubre de 1967, a los 55 años.

## Influencia
Cuando murió, su obra había sido redescubierta por una nueva generación de músicos folk. Bob Dylan, quien lo visitó en los últimos años de su vida y dijo de él que era "su último héroe", escribió un homenaje de cinco páginas a Guthrie, Last Thoughts on Woody Guthrie, y le dedicó  "Song to Woody", una de las canciones de su primer álbum, titulado simplemente Bob Dylan. Phil Ochs incluyó en su disco debut, All the News That's Fit to Sing, la canción "Bound for Glory", que era tanto un homenaje a Woody como una crítica a la actitud de los que preferían olvidar el radicalismo socialista del cantautor. 
En 1995, Nora, hija de Woody Guthrie, propuso al cantautor británico Billy Bragg grabar las letras que su padre había compuesto en los últimos años de su vida. Tras hallar estas letras en el 
Woody Guthrie Archive de Nueva York, Bragg trabajó con la banda estadounidense de country alternativo Wilco y grabó 40 temas, algunos de los cuales se publicaron en los discos Mermaid Avenue (1998) y Mermaid Avenue, vol. II (2000). El nombre de estos discos viene de la calle de Coney Island donde Guthrie vivió con Marjorie y su familia. 
Nora Guthrie propuso también a Janis Ian que escribiera una canción utilizando letras de una de las canciones inconclusas de Woody, "I Hear You Sing Again". Ian escribió música para la canción, modificando en parte las letras. La canción apareció en su disco de 2004, Billie's Bones.
También a propuesta de Nora el grupo punk Anti-Flag realizó una versión del tema "Post-War Breakout" y escribió una canción dedicada a Woody Guthrie, con el significativo título de "This Machine Kills Fascists".
El vocalista, guitarrista y compositor de The Clash Joe Strummer lo nombró reiteradamente como una de sus mayores influencias y, a modo de homenaje, usó el seudónimo Woody Mellor durante sus primeros años como músico.
El grupo Dropkick Murphys grabó una versión de una canción inédita de Guthrie, titulada "Gonna Be a Blackout Tonight", en su disco de 2003 Blackout. El disco de Dropkick Murphys de 2005 titulado The Warriors Code, contiene una canción llamada "I'm Shipping Up to Boston", un poema de Guthrie interpretado por el grupo.
Aunque fue inicialmente objeto de una gran polémica, una estatua en honor de Woody Guthrie se alza en el Memorial Park en la calle principal de su ciudad natal, Okemah. También en Okemah, se celebra anualmente en su memoria el Festival de Folk Woody Guthrie. Lo organiza la Woody Guthrie Coalition, fundada por la hermana de Guthrie, Mary Jo Edgmon.
En 2006, el grupo de street-punk The Casualties lanzaron su CD Under Attack, que contenía el tema "In It For Life", el cual era un homenaje a Woody y a la actitud que tuvo a lo largo de su vida, así como al cariño que le tenía toda la clase obrera.
En 2008, la cantante norteamericana Jonatha Brooke publicó el disco The Works con 13 de las letras de Woody Guthrie. Con música de la propia Brooke, en este CD pueden encontrarse poemas como "My Sweet and Bitter Bowl", "My Flowers Grow Green" y "My Battle", entre otros. En este disco participaron también Joe Sample, Steve Gadd y Christian McBride. Asimismo, para su realización, Jonatha Brooke contó con la colaboración de la hija de Woody, Nora Guthrie.
En 2011, Nacho Vegas, Roberto Herreros y Joseba Irazoki grabaron la primera adaptación al castellano de "This Land Is Your Land", para el proyecto Fundación Robo.

## Discografía selecta
- This Land Is Your Land: The Asch Recordings Vol. 1, Smithsonian Folkways SF 40100. Grabado en Nueva York entre 1944 y 1947. Temas: "This Land Is Your Land", "Car Song", "Ramblin' Round", "Talking Fishing Blues", "Philadelphia Lawyer", "Lindbergh", "Hobo`s Lullaby", "Pastures Of Plenty", "Grand Coulee Dam", "End Of The Line", "New York Town", "Gypsy Davy", "Jesus Christ", "This Land is Your Land", "Do-Re-Mi", "Jarama Valley", "Biggest Thing Man Has Ever Done", "Picture From Life`s Other Side", "Jesse James", "Talking Hard Work", "When That Great Ship Went Down", "Hard, Ain`t It Hard", "Going Down The Road Feeling Bad", "I Ain`t Got Nobody", "Sinking Of The Reuben James", "Why, Oh Why?", "This Land Is Your Land".
- Muleskinner Blues: The Asch Recordings Vol. 2, Smithsonian Folkways SF 40101. Grabado en Nueva York entre 1944 y 1947. Temas: "Muleskinner Blues", "Wreck Of The Old 97", "Sally Goodin'", "Little Black Train", "Who's Gonna Shoe Your Pretty Little Feet", "Baltimore To Washington", "Rubber Dolly", "21 Years", "Sowing On The Mountain", "Bed On The Floor", "Take A Wiff On Me", "Stepstone", "Put My Little Shoes Away", "Hen Cackle", "Poor Boy", "Stackolee", "Johnny Hart", "Worried Man Blues", "Danville Girl", "Gambling Man", "Rye Straw", "Crawdad Song", "Ida Red", "Keep My Skillet Good And Greasy", "Train 45".
- Hard Travelin': The Asch Recordings Vol. 3, Smithsonian Folkways SF 40102. Grabado entre 1944 y 1949. Temas: "Hard Travelin'", "Farmer-Labor Train", "Howdjadoo", "Ship In The Sky", "I Ain't Got No Home In This World Anymore", "Mean Talking Blues", "Better World A-Comin'", "Miss Pavlichenko",  "So Long, It's Been Good To Know You", "New Found Land", "Oregon Trail", "Vigilante Man", "1913 Massacre", "Talking Columbia", "Two Good Men", "Sally, Don't You Grieve", "Talking Sailor", "What Are We Waiting On?", "Railroad Blues", "Ludlow Massacre", "Ladies Auxiliary", "Miner's Song", "When The Yanks Go Marching In", "Union Maid" , "Rubaiyat", "The Many And The Few", "Hanukkah Dance".
- Long Ways To Travel: The Unreleased Folkways Masters 1944-1949, Smithsonian Folkways SF 40046. Temas:  "Hard Travelin'", "Talking Centralia", "Farmer-Labor Train", "Harriet Tubman's Ballad", "Warden In The Sky", "Train Narration", "Seattle To Chicago", "Rain Crow Bill", "Along In The Sun And The Rain", "Budded Roses", "Train Ride Medley (Part 1)", "Girl I Left Behind Me", "Wiggledy Giggledy", "Kissin' On", "Rocky Mountain Slim And Desert Rat Shorty", "Train Ride Medley (Part 2)", "Long Ways To Travel".
- Buffalo Skinners: The Asch Recordings Vol. 4, Smithsonian Folkways SF 40103. Grabado en Nueva York entre 1944 y 1949. Temas:  "Ranger's Command", "Chisholm Trail", "Stewball", "Wild Cyclone", "Train Blues", "Red River Valley", "Fastest Of Ponies", "Stewball (Versión 2)", "Snow Deer", "When The Curfew Blows (Curfew Blow)", "Little Darling (At My Window Sad And Lonely)", "Blowing Down That Old Dusty Road (Going Down The Road Feelin' Bad)", "The Return of Rocky Mountain Slim And Desert Rat Shorty", "Go Tell Aunt Rhody", "Buffalo Skinners", "Billy The Kid", "Cowboy Waltz", "Pretty Boy Floyd", "Along In The Sun And The Rain", "Whoopie Ti Yi Yo, Get Along Little Dogies", "Froggie Went A-Courtin'", "Buffalo Gals", "I Ride An Old Paint", "Dead Or Alive (Poor Lazarus)", "Slipknot (Hangknot, Slipknot)", "Cocaine Blues".
- Ballads of Sacco & Vanzetti, Smithsonian Folkways SF 40060. Grabado en 1946 y 1947, con Pete Seeger. Temas: "The Flood And The Storm", "Two Good Men", "I Just Want To Sing Your Name", "Red Wine", "Suassos Lane", "You Souls Of Boston", "Old Judge Thayer", "Vanzetti's Rock", "Vanzetti's Letter", "Root Hog And Die", "We Welcome To Heaven", "Sacco's Letter To His Son".

## Filmografía
- El restaurante de Alicia (Alice's Restaurant, 1969), de Arthur Penn. Película protagonizada por Arlo Guthrie, en la cual se puede ver a Woody Guthrie, convaleciente en el hospital, poco tiempo antes de fallecer.

- Con destino a la gloria (Bound for Glory, 1976). Películas basada en la autobiografía de Guthrie, dirigida por Hal Ashby y protagonizada por David Carradine.

- Woody Guthrie: Ain´t Got No Home, 2006, documental.

Las canciones de Woody Guthrie se pueden escuchar en varias películas y documentales, entre otros, You Can't Be Neutral on a Moving Train (2004), documental de Howard Zinn, el autor de la obra imprescindible La otra historia de los Estados Unidos (Editorial Siglo XXI, 1999, traducción de Toni Strubel).
- La canción de Guthrie "Car Song" fue usada en los comerciales de TV para promocionar el Audi Q5 (2009).